# Nami (One Piece)
Nami (Nhật: ナミ [na̠mʲi]), hay còn gọi là "Miêu tặc" Nami, là một nhân vật hư cấu trong loạt tác phẩm One Piece do Oda Eiichiro sáng tác. Cô được xây dựng dựa trên Ann và Silk – hai nhân vật từ bộ manga cũ Romance Dawn của Oda. Cô được giới thiệu là một đạo chích chuyên móc túi, sở hữu các kỹ năng vẽ bản đồ, khí tượng và định hướng. Ban đầu cô miễn cưỡng làm thuộc hạ của người cá Arlong, rồi sau đó cô được giải phóng khỏi vị trí này và chính thức tham gia băng hải tặc của Monkey D. Luffy.
Trong truyện, Nami là hoa tiêu của băng Mũ Rơm, cô mơ vẽ được một tấm bản đồ toàn thế giới. Dù lúc đầu không tin vào hải tặc, song cuối cùng Nami đã thay đổi suy nghĩ sau khi ở bên Luffy và các đồng đội trong băng Mũ Rơm. Nami được miêu tả là một cô gái thông minh, song bị ám ảnh với việc kiếm tiền. Cô có thể sử dụng cây trượng tam khúc và kĩ năng điều khiển thời tiết để tung ra những đòn tấn công uy lực. Thứ vũ khí nổi bật nhất mà Nami sở hữu là Klima-Tact – cây trượng giúp cô điều khiển thời tiết nhằm tạo ra những đòn tấn công đối phương.

## Sáng tạo và xây dựng nhân vật
Nami được xây dựng dựa trên Silk và Ann – hai nhân vật trích từ bộ yomikiri manga Romance Dawn của Oda Eiichiro. Trong loạt truyện này, Silk và Ann đều mồ côi và có quá khứ đau thương. Oda xây dựng Nami thành một cô gái loài người. Lúc đầu, Oda muốn Nami sử dụng một cây rìu lớn, song ông đã thay nó bằng một vũ khí có trụ. Trong những hình tượng sơ khai về băng Mũ Rơm, Nami là thành viên nữ duy nhất trong băng.
Nami là một cô gái ăn mặc thời trang và phong cách của cô đã thay đổi suốt loạt truyện One Piece. Trong lần giới thiệu đầu tiên, cô mặc chiếc áo sơ mi sọc trắng-xanh dương, váy ngắn cam và bốt màu cam. Suốt bộ truyện, Nami thường mặc áo sơ mi hoặc áo ngực bikini, váy và đi dép sandal gót cao. Nami thường khắc hình xăm màu xanh dương suốt bộ truyện: hình xăm đầu tiên là biểu tượng của băng Arlong,[ch. 71] về sau cô xóa hình này đi và thay bằng biểu tượng quả quýt và hoa chong chóng ở bắp tay trái.[ch. 95] Cuối cùng, Nami bắt đầu đeo khuyên tai và để tóc dài (trước đây cô chỉ để tóc dài ngang vai) đến giữa lưng, đồng thời mặc áo ngực bikini cùng quần jean xanh.[ch. 598] Về xuất thân dân tộc của nhân vật, Oda tiết lộ anh hình dung Nami là người Thụy Điển, kể cả trong bối cảnh thế giới thực.
Nhiều người hâm mộ cho rằng Nami và Luffy nên có quan hệ tình cảm, song Oda cho biết ông không có kế hoạch Luffy yêu đương ai vì cho rằng không phải thứ mà người hâm mộ Shōnen manga muốn thấy. Ngoài đời chính Oda đã kết hôn với cựu người mẫu Inaba Chiaki – người thủ vai Nami trong một vở nhạc kịch One Piece được tổ chức tại lễ hội Jump Festa – nơi hai người gặp nhau.

### Thể hiện
Ở bản tiếng Nhật của bộ anime One Piece và các sản phẩm truyền thông liên quan, người lồng tiếng cho Nami là Okamura Akemi. Năm 2001, Okamura tạm thời rời dự án do mang bầu. Yamazaki Wakana nhập vai thay thế cho các tập phim 70-78. Trong đĩa OVA Defeat the Pirate Ganzack!, người lồng tiếng Nami là Toyoguchi Megumi. Ở bản lồng tiếng anime của 4Kids Entertainment, người lồng tiếng Nami là Kerry Williams. Ở bản lồng tiếng anime của Funimation Entertainment, người thể hiện giọng Nami là Luci Christian.
Emily Rudd là người nhập vai Nami trong bộ phim chuyển thể người đóng One Piece. Lily Fisher là người lồng tiếng cô lúc lên mười tuổi, còn Sophie Ellenbogen nhập vai cô lúc còn là đứa bé đi chập chững.

## Đặc điểm
Nami có thể nắm được biến đổi khí hậu và vẽ biểu đồ biển.[ch. 130] Cô cũng là một đạo chích chuyên móc túi.[ch. 95] Ở phần đầu của truyện, Nami sở hữu một cây trượng ba khúc, rồi Usopp chế tác riêng cho cô một cây trượng biến thể tên là Clima-Tact (天候棒 Kuraima Takuto) – cây trượng ấy có thể kiểm soát thời tiết theo ý muốn.[ch. 191] Sau đó, Usopp nâng cấp vũ khí của Nami thành Clima-Tact Hoàn Hảo (完全版 "天候棒" Pāfekuto Kurima Takuto) – nó sử dụng các dial để tăng cường đòn đánh của cô.[ch. 368]
Sau đó, Nami bổ sung công nghệ của Weatheria vào cây trượng Clima-Tact Pháp thuật (Sorcery Clima-Tact),[ch. 598] không chỉ giúp nó tăng cường năng lực mà còn được dùng với mục đích khác như tạo mây sữa (Milky Cloud) để cưỡi.[ch. 655] Giống như cây gậy đầu tiên, ba thứ vũ khí này của Nami đều là trượng ba khúc. Sau đó, Usopp giúp Nami cải tiến cây trượng Clima-Tact Pháp thuật theo mong muốn của cô (với một chút sự trợ giúp của Franky). Nhờ kiến thức có được sau thời gian time-skip với các hạt Pop Green từ gốc thực vật, Usopp kết hợp chúng với công nghệ Weatheria mà Nami mang cho cậu và chế tác được cây trượng Clima-Tact Pháp thuật có kích thước nhỏ và gọn hơn so với các mẫu trước. Thay vào đó, cây trượng sử dụng năng lượng sinh trưởng của Pop Green để làm nó vừa kéo dài vừa thu gọn được qua việc bóp hoặc thả lỏng tay cầm.[ch. 822] Giờ đây, cải tiến này còn tạo điều kiện cho Nami có thể dùng trượng tấn công từ khoảng cách nhất định.[ch. 835] Sau đó Nami phối hợp với Zeus (mây sấm sét phản bội băng Big Mom),[ch. 874][ch. 875] rồi ép y làm bầy tôi của mình.[ch. 890] Zeus hiện vẫn là một trong các vũ khí của cô và trú trong cây gậy Clima-Tact.[ch. 903] Dẫu sau đó cơ thể Zeus bị chủ nhân cũ hủy hoại,[ch. 1013] linh hồn anh vẫn sống sót và hoàn toàn nhập thể với Clima-Tact, cải tiến tính năng và mang đến cho nó khả năng thay đổi hình dạng, ví dụ như biến thành một cây chùy.[ch. 1016]

## Xuất hiện

### TrongOne Piece
Nami lần đầu xuất hiện trong chương truyện "Nami" (ナミ登場 Nami Tōjō) – lần đầu được đăng tạp chí Weekly Shōnen Jump của Nhật Bản vào ngày 22 tháng 9 năm 1997. Đầu tiên, cô thể hiện mình là một đạo chích chuyên cướp kho báu từ hải tặc. Cô hợp sức với Luffy và Zoro để lấy được tấm bản đồ Grand Line từ hải tặc hề Buggy.[ch. 9] Khi băng Mũ Rơm bảo vệ nhà hàng biển Baratie khỏi bọn hải tặc của Don Krieg, Nami biết được về lệnh truy nã tên hải tặc người cá, nên cô lên tàu cùng cả băng và tích lũy kho báu, mong đợi một ngày sẽ chuộc lại được ngôi làng quê nhà Cocoyashi khỏi sự khống chế của Arlong.[ch. 69]
Băng Mũ Rơm biết về quá khứ của Nami qua lời kể từ chị gái nuôi Nojiko của cô: Nami và Nojiko đều là trẻ mồ côi được cứu mạng khỏi một vương quốc bị chiến tranh tàn phá, rồi được Marine Bellemere nhận nuôi và đích thân nuôi dưỡng chúng nên người.[ch. 71] Từ bé, Nami phát triển tình yêu với vẽ bản đồ và định hướng, cô mơ về việc vẽ ra được tấm bản đồ của toàn thế giới. Một ngày nọ, Arlong và băng của y xâm lược Cocoyashi và bắt dân làng phải trả thuế cống nạp cho y. Bellemere đã sử dụng toàn bộ tài sản sót lại để cứu mạng Nami và Nojiko, rồi bị Arlong sát hại để lấy làm gương cho dân làng.[ch. 78] Sau đó Arlong bắt cóc Nami sau khi phát hiện cô có tài năng vẽ bản đồ và bắt cô vẽ bản đồ cho ý, đồng thời thỏa hiệp rằng cô sẽ phải chi tiền để cứu dân làng của mình. Kể từ đó, suốt tám năm Nami cố gắng cướp từ hải tặc để đủ tiền mua lại làng. Khi số tiền của Nami bị một tên hải quân biến chất tịch thu, cô biết được rằng Arlong đã hối lộ hải quân để họ lờ đi tội ác của y.[ch. 80] Vì thế cô đành tuyệt vọng cầu xin Luffy giúp đỡ.[ch. 81] Luffy và đồng đội đã thành công đánh bại Arlong, nhờ đó giải phóng cho ngôi làng.[ch. 94] Nami lại tham gia vào băng Mũ Rơm khi họ giong buồm đến Đại Hải Trình (Grand Line) để theo đuổi giấc mơ của mình.[ch. 95]
Tại Whiskey Peak, băng Mũ Rơm được giao nhiệm vụ hộ tống công chúa Nefertari Vivi tới vương quốc Alabasta.[ch. 115] Khi chống trả trước những kẻ địch truy đuổi Vivi trên Little Garden, Nami bị một con ve độc cắn và đổ bệnh.[ch. 129] Bác sĩ Tony Tony Chopper trên Đảo Drum đã chữa trị cho cô,[ch. 139] về sau cậu cũng được kết nạp vào băng Mũ Rơm.[ch. 153] Để có thể bảo vệ được Vivi tốt hơn, Nami đã yêu cầu Usopp (xạ thủ của băng) chế tạo cho mình vũ khí là cây trượng Clima-Tact,[ch. 190] cô đã sử dụng nó (bất chấp một vài tính năng bất tiện) để đánh bại Miss Doublefinger ở Alabasta.[ch. 193] Khi băng Mũ Rơm giải cứu Nico Robin (nhà khảo cổ học của băng) ở Enies Lobby, Nami đã bị treo tiền truy nã cùng các đồng đội trong băng.[ch. 435] Ở Thriller Bark, Nami bị thây ma Absalom bắt cóc và cô bị y cố ép phải cưới mình.[ch. 471] Sanji (đầu bếp của băng) cố gắng giải cứu cô, nhưng cậu bị Absalom cản trở vì y muốn hoàn thành đám cưới với Nami. Người giải cứu Nami là thây ma Lola, sau đó cô ấy đưa cho Nami Thẻ Vivre của mẹ mình (đó là một mẩu giấy tượng trưng cho linh hồn của người sở hữu).[ch. 836] Khi đang cố tiến đến Đảo Người Cá, băng Mũ Rơm chạm mặt nàng tiên cá Camie và giải cứu bạn bè cô. Trong số này có Hatchan – cựu thành viên của băng hải tặc Arlong. Khi mà Nami không hoàn toàn tha thứ cho Hatchan vì những vụ việc trước của anh, cô lại đánh giá cao món ăn takoyaki mà anh nấu.[ch. 496]
Sau khi bị Bartholomew Kuma tách khỏi băng Mũ Rơm, Nami đặt chân đến hòn đảo nổi Weatheria và học thành thục thuật khí tượng.[ch. 523] Hai năm sau, Nami tái ngộ với Luffy cùng các đồng đội, rồi họ tiến đến Đảo Người Cá.[ch. 602] Sau khi tái ngộ với Camie, băng được mời đến cung điện của Vua Neptune. Ở cung điện, họ chạm trán một băng hải tặc người cá mới do Hody Jones (kẻ kế thừa ý chí của Arlong) dẫn dắt.[ch. 611] Nami và Camie trốn thoát đến Rừng Biển rồi họ gặp Jimbei – hải tặc người cá từng giữ chức Thất Vũ Hải trong bộ máy Chính Phủ Thế Giới và là người thả Arlong sang East Blue.[ch. 619] Nami an ủi Jimbei sau khi nghe ông kể về lịch sử phân biệt sắc tộc bắt nguồn từ Đảo Người Cá và Jimbei cảm thấy tội lỗi vì Arlong.[ch. 627] Theo đề xuất của Jimbei, Nami đánh cắp một lá thư trong tay Hody và giao chiến với băng Hải Tặc Người Cá Mới.[ch. 634] Khi băng Mũ Rơm đặt chân đến Punk Hazard, Nami, Sanji, Chopper và Franky (thợ đóng tàu của băng) bị Caesar Clown bắt cóc.[ch. 657] Họ quyết định giải thoát cho đám trẻ bị Caesar lấy làm vật thí nghiệm. Sau khi trốn khỏi phòng thí nghiệm, họ chạm trán Thất Vũ Hải Trafalgar Law – kẻ sở hữu năng lực tráo tâm trí Nami vào cơ thể Franky. Khi Luffy và Law lập liên minh, Law chuyển tâm trí Nami vào cơ thể Sanji (vì lúc đó không có cơ thể Nami), khi anh cố gắng đưa tình trạng của các thành viên băng Mũ Rơm trở lại bình thường.[ch. 661] Khi đang giải cứu đám trẻ khỏi Caesar, Nami hội ngộ với băng Mũ Rơm và lấy lại được cơ thể mình. Sau đó cô ngăn Caesar đào tẩu với sự hỗ trợ của Usopp, rồi cô giao phó đám trẻ cho Hải quân Tashigi.[ch. 696]
Ở Dressrosa, Nami ở lại trên tàu Thousand Sunny với Chopper và Brook (nhạc sĩ của băng Mũ Rơm) để canh chừng Caesar và con tàu.[ch. 701] Họ bị Giolla của băng Hải tặc Donquixote tấn công và bị biến thành tạo tác trừu tượng, song Brook đã đánh bại Giolla và đưa họ về lại trạng thái bình thường.[ch. 722] Do băng Hải tặc Big Mom cũng nhắm đến Caesar, Nami và một nửa băng Mũ Rơm buộc phải đi tới Zou nhằm tránh gây thêm rắc rối cho nhiệm vụ ở Dressrosa.[ch. 795] Sau sự việc ở Dressrosa, mức tiền truy nã của cô và các đồng đội trong băng đều tăng. Ở Zou, nhóm giải cứu Tristan (thành viên của tộc Minks) khỏi tay Sheepshead của băng Hải tặc Beast. Sau khi phát hiện nơi ở của tộc Minks bị tàn phá do vũ khí gây khí độc của Caesar gây ra, nhóm của Nami quyết định đến hỗ trợ tộc Minks và giải cứu họ. Tộc Minks cảm ơn Nami và xem cô như ân nhân, còn cô trao đổi quần áo với nữ tộc nhân Wanda để thể hiện dấu hiệu của tình bạn.[ch. 805] Hai hôm trước khi Luffy và các đồng đội còn lại đặt chân đến Zou, nhóm của Nami bị Capone Bege của băng Hải tặc Big Mom bắt giữ, song Sanji đã nhanh trí cứu được họ và hi sinh để mình bị bắt. Khi Luffy tới nơi, Nami giải thích về những sự việc xảy ra trên Zou. Với việc nhận trách nhiệm về vụ Sanji bị bắt, cô đi cùng Luffy và cả băng đến Đảo Bánh (Whole Cake Island) để giải cứu Sanji.[ch. 807]

### Trong các tác phẩm khác
Nami đã xuất hiện nhiều lần trong các tác phẩm truyền thông khác, ví dụ như mọi trò chơi điện tử One Piece có bản quyền tính đến nay (gồm cả Jump Super Stars và Jump Ultimate Stars). Năm 2006, cô có mặt trong trò chơi crossover giữa Dragon Ball/One Piece/Naruto mang tên Battle Stadium D.O.N.. Bên cạnh trực tiếp xuất hiện trong game, Nami cũng được nhắc và xuất hiện trong một số bài hát. Trong bài "Music", Nami hát về chính cô nghe nhạc khi đang theo đuổi ước mơ. Trong bài "Between the Wind", Nami hát về thời tiết và vẽ hải đồ.

## Đón nhận
Nami được xếp vào top 10 trong cả ba cuộc bầu chọn độ phổ biến của nhân vật trên Shōnen Jump.[tập 7:148 (tiếng Nhật),][tập 24:206–209 (tiếng Nhật),][tập 43:214–219 (tiếng Nhật)] Năm 2002, Nami được xếp thứ 28 trong một cuộc khảo sát nữ nhân vật anime yêu thích do Newtype Japan tiến hành. Tại giải SPJA 2008, Nami được đề cử ở hạng mục "Nhân vật nữ xuất sắc nhất."

### Đánh giá chuyên môn
Theo cây viết Jarred Pine của Mania Entertainment, anh nhận xét câu chuyện hoàn cảnh (backstory) của Nami là một "câu chuyện cảm động" khi "bộc lộ thật nhiều cảm xúc". Pine cũng xem Nami là nhân vật anh yêu thích trong truyện và hài lòng với cách manga trình bày quá khứ của cô. Trong bài đánh giá DVD thứ tám của Viz Media, Activeanime nhận định Nami là một trong những nhân vật hay nhất phim vì "cô ấy can đảm, thông minh và có thể tung cú đấm mạnh nếu cần thiết". Tương tự Pined, Activeanime thích câu chuyện hoàn cảnh của Nami và nói thêm rằng "trái tim nhỏ bé [của anh ấy] là dành cho cổ." Cây viết George Voutiritsas của trang web CBR cho rằng Nami "đã là một phần của One Piece ngay từ đầu và cô ấy chắc chắn là một trong những nhân vật nữ hay nhất truyện", còn Rei Penber cũng của CBR nhận xét Nami là "một trong những nhân vật quan trọng nhất truyện, song [vai trò của] cô chưa được ghi nhận đúng mức."

### Tập truyện trích dẫn
- Tập 2 (ch. 9–17): 3 tháng 4 năm 1998 (tiếng Nhật). ISBN 4-08-872544-1
- Tập 7 (ch. 54–62): 4 tháng 3 năm 1999 (tiếng Nhật). ISBN 4-08-872683-9
- Tập 8 (ch. 63–71): 30 tháng 4 năm 1999 (tiếng Nhật). ISBN 4-08-872712-6
- Tập 9 (ch. 72–81): 2 tháng 7 năm 1999 (tiếng Nhật). ISBN 4-08-872735-5
- Tập 11 (ch. 91–99): 2 tháng 12 năm 1999 (tiếng Nhật). ISBN 4-08-872797-5
- Tập 11 (ch. 109–117): 28 tháng 4 năm 2000 (tiếng Nhật). ISBN 4-08-872863-7
- Tập 15 (ch. 127–136): 4 tháng 9 năm 2000 (tiếng Nhật). ISBN 4-08-873009-7
- Tập 16 (ch. 137–145): 4 tháng 12 năm 2000 (tiếng Nhật). ISBN 4-08-873045-3
- Tập 17 (ch. 146–155): 2 tháng 2 năm 2001 (tiếng Nhật). ISBN 4-08-873073-9
- Tập 21 (ch. 187–195): 4 tháng 12 năm 2001 (tiếng Nhật). ISBN 4-08-873194-8
- Tập 24 (ch. 217–226): 4 tháng 7 năm 2002 (tiếng Nhật). ISBN 4-08-873282-0
- Tập 39 (ch. 368–377): 4 tháng 11 năm 2005 (tiếng Nhật). ISBN 4-08-873872-1
- Tập 43 (ch. 410–419): 4 tháng 9 năm 2006 (tiếng Nhật). ISBN 4-08-874149-8
- Tập 45 (ch. 431–440): 2 tháng 3 năm 2007 (tiếng Nhật). ISBN 978-4-08-874314-1
- Tập 49 (ch. 471–481): 4 tháng 3 năm 2008 (tiếng Nhật). ISBN 978-4-08-874485-8
- Tập 51 (ch. 492–502): 4 tháng 9 năm 2008 (tiếng Nhật). ISBN 978-4-08-874563-3
- Tập 54 (ch. 523–532): 4 tháng 6 năm 2009 (tiếng Nhật). ISBN 978-4-08-874662-3
- Tập 61 (ch. 595–603): 4 tháng 2 năm 2011 (tiếng Nhật). ISBN 978-4-08-870175-2
- Tập 62 (ch. 604–614): 2 tháng 5 năm 2011 (tiếng Nhật). ISBN 978-4-08-870217-9
- Tập 63 (ch. 615–626): 4 tháng 8 năm 2011 (tiếng Nhật). ISBN 978-4-08-870270-4
- Tập 64 (ch. 627–636): 4 tháng 11 năm 2011 (tiếng Nhật). ISBN 978-4-08-870301-5
- Tập 66 (ch. 647–656): 2 tháng 5 năm 2012 (tiếng Nhật). ISBN 978-4-08-870416-6
- Tập 67 (ch. 657–667): 3 tháng 8 năm 2012 (tiếng Nhật). ISBN 978-4-08-870476-0
- Tập 70 (ch. 691–700): 4 tháng 6 năm 2013 (tiếng Nhật). ISBN 978-4-08-870660-3
- Tập 71 (ch. 701–711): 2 tháng 8 năm 2013 (tiếng Nhật). ISBN 978-4-08-870781-5
- Tập 73 (ch. 722–731): 4 tháng 3 năm 2014 (tiếng Nhật). ISBN 978-4-08-880022-6
- Tập 79 (ch. 786–795): 3 tháng 10 năm 2015 (tiếng Nhật). ISBN 978-4-08-880496-5
- Tập 80 (ch. 796–806): 28 tháng 12 năm 2015 (tiếng Nhật). ISBN 978-4-08-880578-8
- Tập 81 (ch. 807–816): 4 tháng 4 năm 2016 (tiếng Nhật). ISBN 978-4-08-880648-8
- Tập 82 (ch. 817–827): 4 tháng 7 năm 2016 (tiếng Nhật). ISBN 978-4-08-880726-3
- Tập 83 (ch. 828–838): 4 tháng 11 năm 2016 (tiếng Nhật). ISBN 978-4-08-880801-7
- Tập 87 (ch. 870–879): 2 tháng 11 năm 2017 (tiếng Nhật). ISBN 978-4-08-881225-0
- Tập 89 (ch. 890–890): 4 tháng 6 năm 2018 (tiếng Nhật). ISBN 978-4-08-881496-4
- Tập 90 (ch. 901–910): 4 tháng 9 năm 2018 (tiếng Nhật). ISBN 978-4-08-881562-6
- Tập 100 (ch. 1005–1015): 3 tháng 9 năm 2021 (tiếng Nhật). ISBN 978-4-08-882780-3
- Tập 101 (ch. 1016–1025): 3 tháng 12 năm 2021 (tiếng Nhật). ISBN 978-4-08-883003-2